# Psychotria diplococca
Psychotria diplococca là một loài thực vật có hoa trong họ Thiến thảo. Loài này được Lauterb. & K.Schum. miêu tả khoa học đầu tiên năm 1900.